# Acacia karroo
Acacia karroo är en ärtväxtart som beskrevs av Friedrich Gottlob Hayne. Acacia karroo ingår i släktet akacior, och familjen ärtväxter. Inga underarter finns listade i Catalogue of Life.

## Bildgalleri

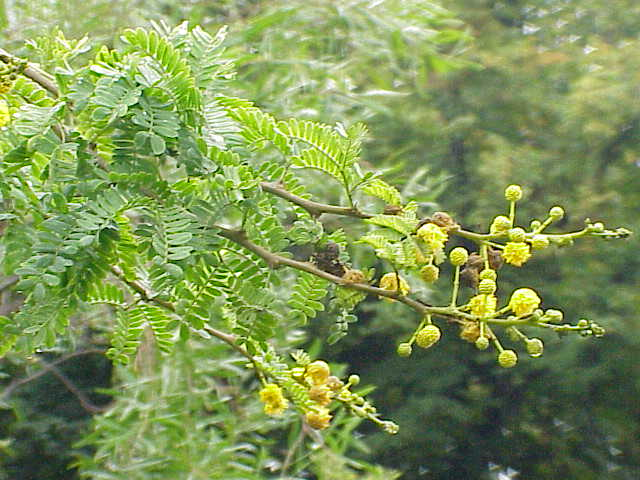
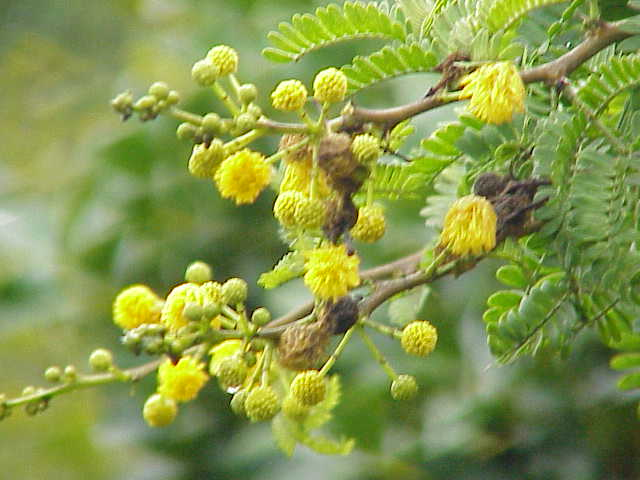
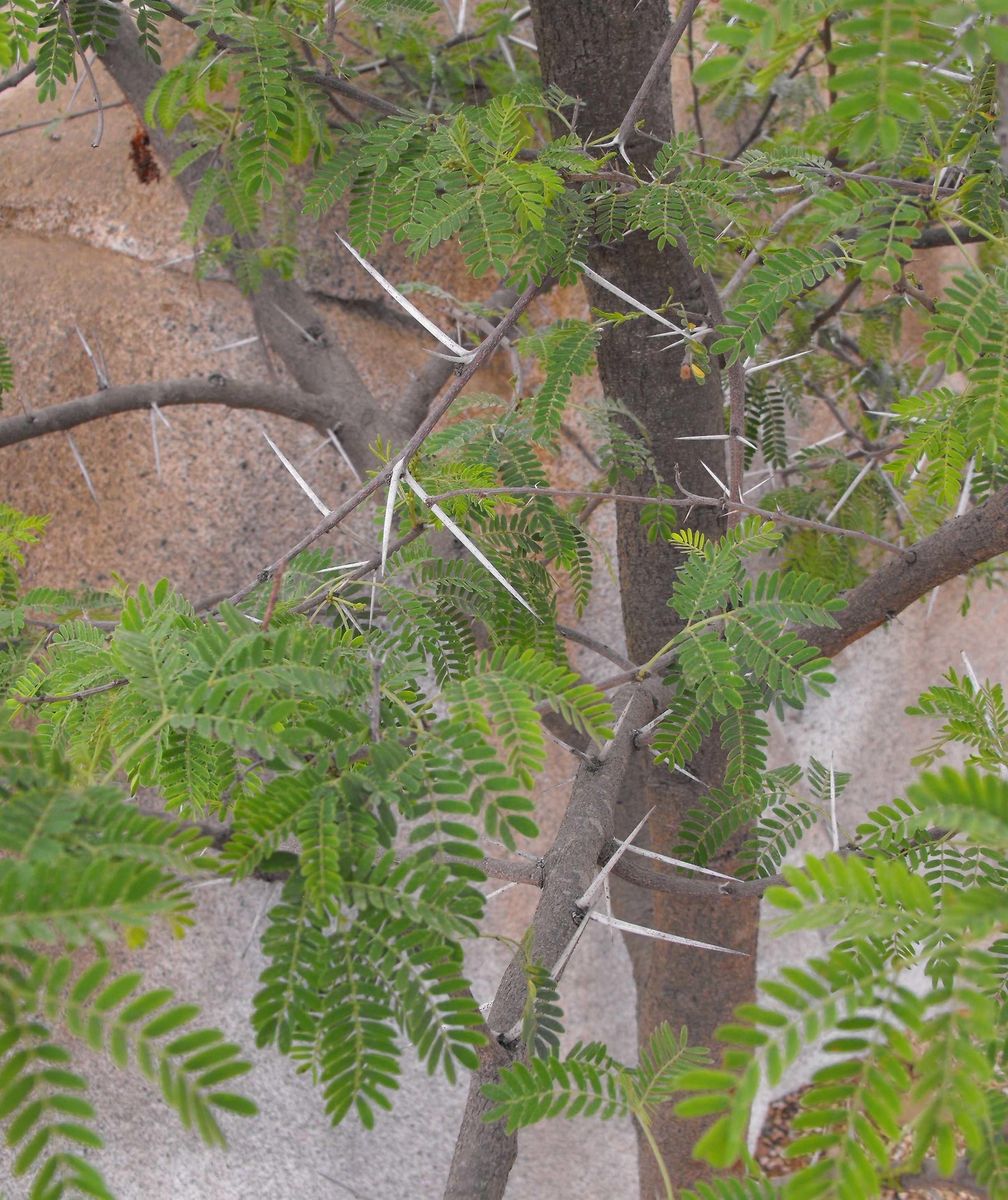
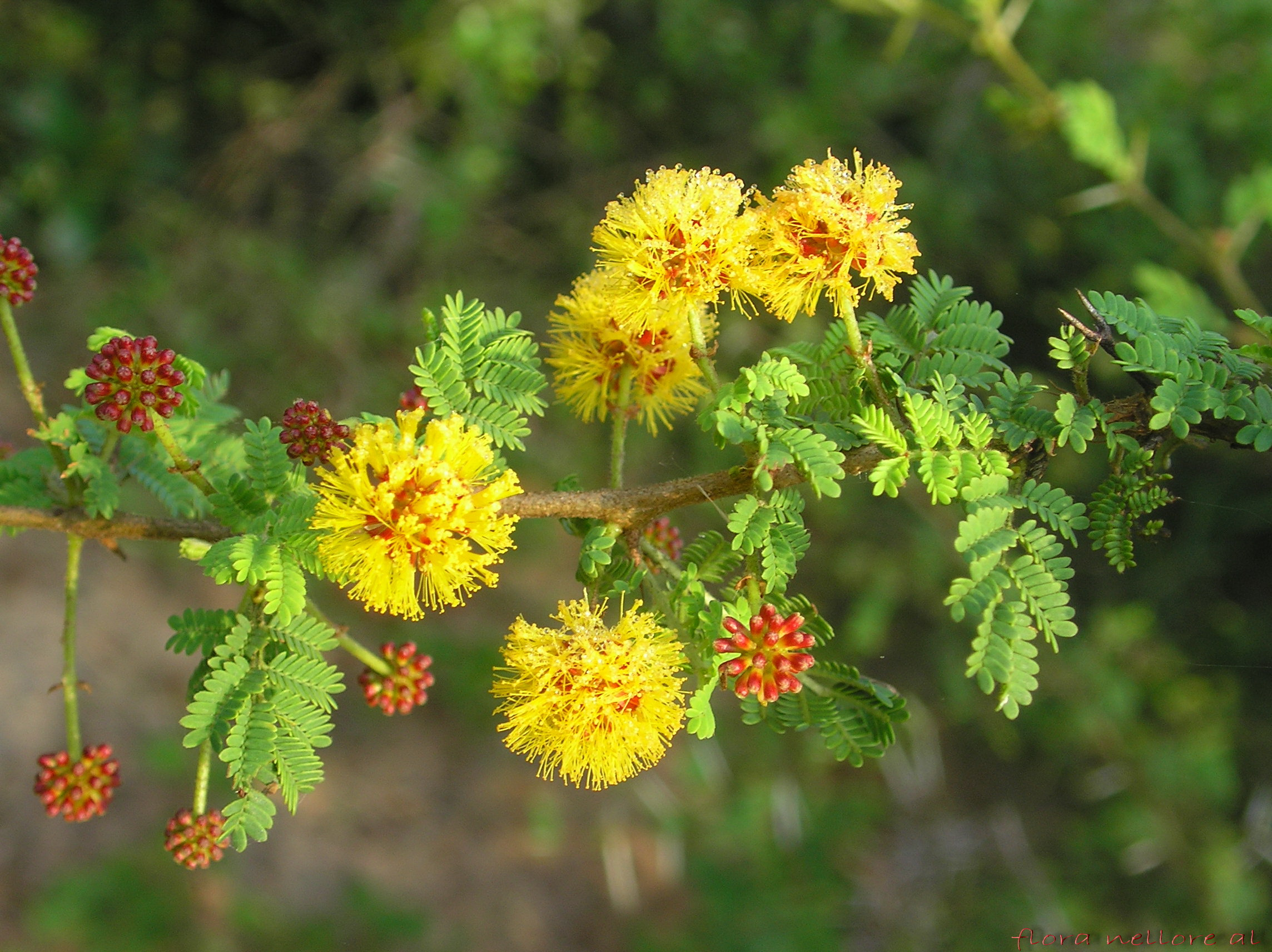
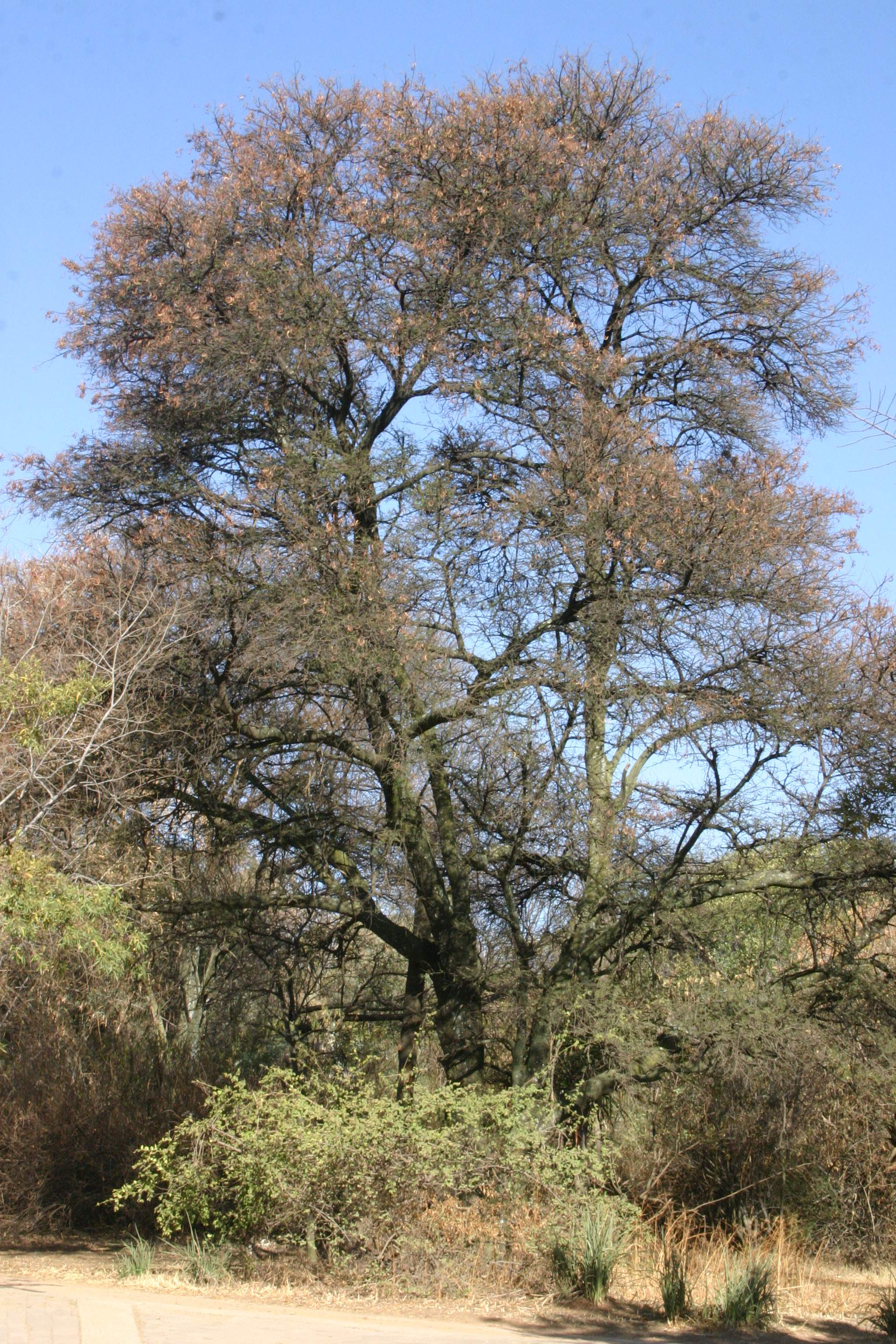
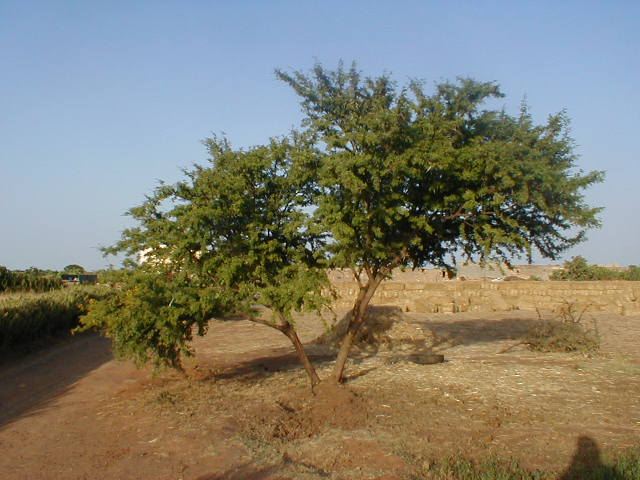